# Dasypyga alternosquamella
Dasypyga alternosquamella är en fjärilsart som beskrevs av Émile Louis Ragonot 1887. Dasypyga alternosquamella ingår i släktet Dasypyga och familjen mott. Inga underarter finns listade i Catalogue of Life.

## Bildgalleri

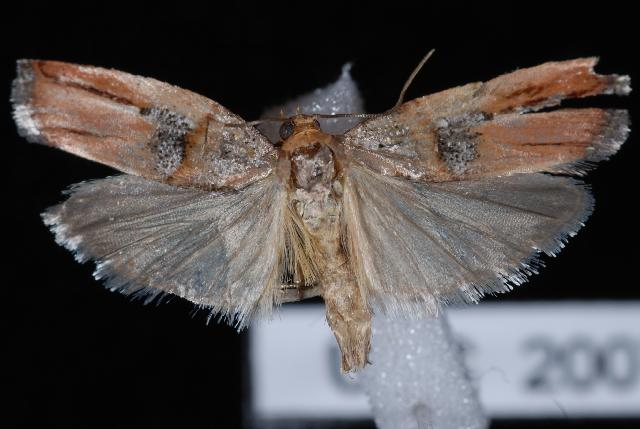
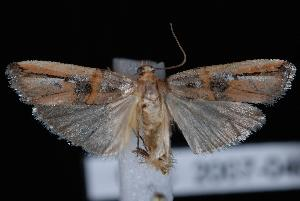
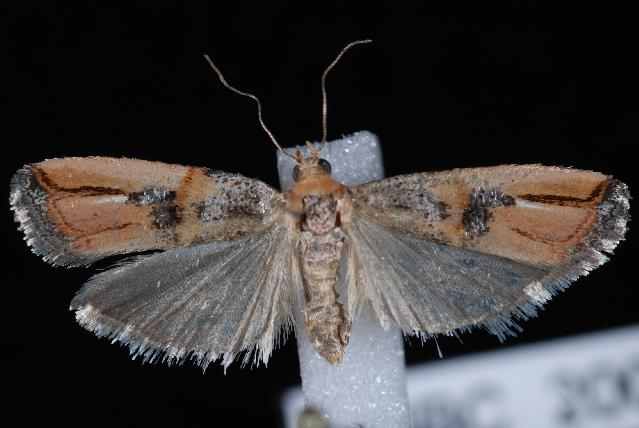
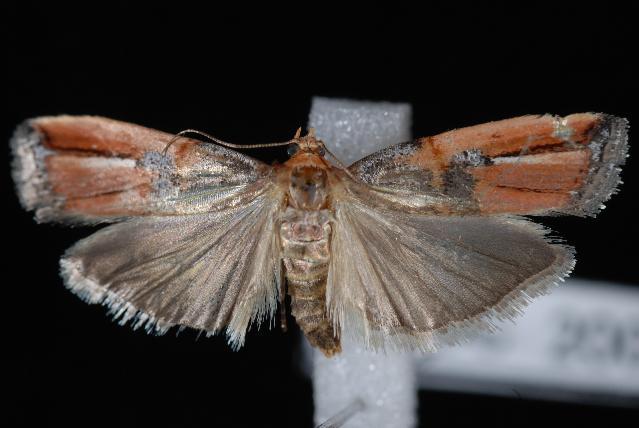
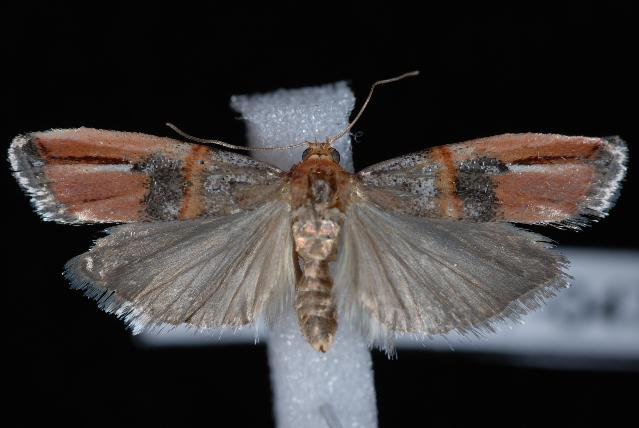
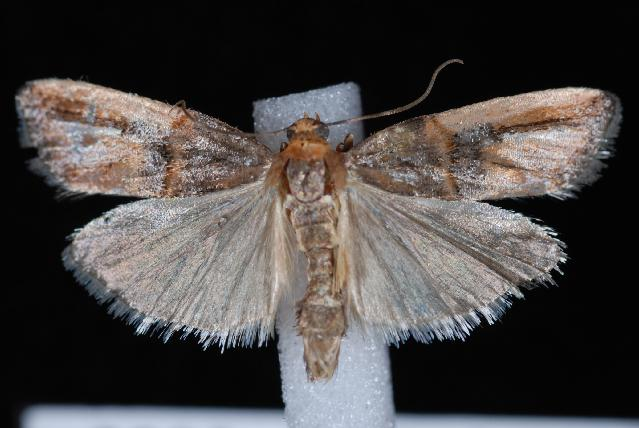